# Мемориальный музей А. С. Попова (ЛЭТИ)
Мемориальный музей А. С. Попова (ЛЭТИ) — музей А. С. Попова в Санкт-Петербургском государственном электротехническом университете «ЛЭТИ» имени В. И. Ульянова (Ленина), где А. С. Попов работал с 1903 по 1906 год.

## О музее
Музей объединяет мемориальный музей-лабораторию А. С. Попова, открытый 25 июня 1948 года в старинном учебном корпусе университета, и мемориальную квартиру в жилом доме, принявшую первых посетителей 7 мая 1967 года.
В мемориальной квартире собраны коллекции подлинных документов и фотографий, сделанных самим Поповым — прекрасным фотографом, личные вещи членов семьи, коллекция картин — работы сестры Попова Августы Капустиной и сына Александра — предметы мебели того времени. В музее-лаборатории представлены сохранившиеся в институте физические приборы, с которыми работал А. С. Попов, лабораторное оборудование, экспериментальные приборы беспроволочного телеграфа производства кронштадтских мастерских, а также аппаратура серийных корабельных радиостанций фирмы Э. Дюкрете. В архиве музея хранится личный архив учёного, его деловая переписка с коллегами, переписка с женой, документы в обоснование приоритета А. С. Попова в изобретении радио, собрана научно-техническая литература начального периода развития радиотехники, формирования первых отечественных научных школ (до 1940-х годов).
Организатором и первым директором музея была младшая дочь учёного заслуженный работник культуры РФ, почётный член НТОРЭС им. А. С. Попова Екатерина Александровна Попова-Кьяндская (1899—1976). Долгие годы музеем руководила её дочь Екатерина Георгиевна Кьяндская (1934—1994), также почётный член НТОРЭС им. А. С. Попова. Большую помощь в формировании музейного собрания оказали старшая дочь и внучка учёного — Раиса Александровна Попова (1891—1976) и Мария Владимировна Андреева (1921—1995).
С 1998 года учёным секретарем в Мемориальном музее А. С. Попова работает популяризатор науки почётный член НТОРЭС им. А. С. Попова Виктор Александрович Урвалов, в рамках этой работы было подготовлено около 100 статей о выдающихся деятелях физики, радиоэлектроники и электросвязи для энциклопедических изданий. В рамках музея и НТОРЭС велась работа по поиску путей возрождения научной премии имени А. С. Попова.
При музее работает коллективная коротковолновая радиолюбительская станция. Её позывной — RK1B.

## Контакты
Музей-лаборатория находится в здании 1-го корпуса. Профессор Электротехнического института А. С. Попов активно участвовал в оборудовании собственного рабочего кабинета и лаборатории. Сегодня здесь хранятся подлинные документы и приборы.
- Адрес: ул. Проф. Попова, д. 5, корпус 1. Телефон: +7 (812) 234-5900

Мемориальный музей-квартира разместился в бывшем жилом доме профессорско-преподавательского состава (проект академика архитектуры А. Н. Векшинского начала XX века).
- Адрес: ул. Проф. Попова, д. 5, корпус Д, кв. 33. Телефон: +7 (812) 234-5900